# إد: إنفيديد
إد:إنفيديد (باليابانية: イド：インヴェイデッド، بالروماجي: Ido: Inveideddo) هو مسلسل أنمي تلفزيوني أصلي، من إخراج إي أوكي وتأليف أوتارو مايجو، ومن إنتاج استوديو أن أي زد، عرض الأنمي في 5 يناير عام 2020 واستمر عرضه حتى 22 مارس عام 2020، وتكون من 13 حلقة.

## القصة
تدور أحداث القصة عن محقق اسمه أكيهيتو ناريهيساغو، الذي قتلت ابنة موكو يد قاتل متسلسل يدعى تشالنجر، تنتحر زوجته بسبب الحزن على ابنتها، مما دفع أكيهيتو لقتل تشالنجر بدافع الانتقام، وقد حكم عليه بالسجن بسبب ذلك.

## الشخصيات
أكيهيتو ناريهيساغو (باليابانية: 鳴瓢 秋人، بالروماجي: Narihisago Akihito)
أداء صوتي: كينجيرو تسودا
فونيتارو موموكي (باليابانية: 百貴 船太郎، بالروماجي: Momoki Funetarō)
أداء صوتي: يوشيماسا هوسويا
تاموتسو فوكودا (باليابانية: 富久田 保津، بالروماجي: Fukuda Tamotsu)
أداء صوتي: ريوتا تاكيوتشي
كوهارو هوندوماتشي (باليابانية: 本堂町 小春، بالروماجي: Hondomachi Koharu)
أداء صوتي: ماو إيتشيميتشي
كايرو (باليابانية: カエル، بالروماجي: Kaeru)
أداء صوتي: يومي مياماموتو
جون وولكر (باليابانية: ジョン・ウォーカー، بالروماجي: Jon Uōkā)
تاكوهيكو هاياسيورا (باليابانية: 早瀬浦 宅彦، بالروماجي: Hayaseura Takuhiko)
أداء صوتي: مانابو موراجي
نيشيو شيراكوما (باليابانية: 白駒 二四男، بالروماجي: Shirakoma Nishio)
أداء صوتي: نوبوؤو توبيتا
سارينا توغو (باليابانية: 東郷 紗利奈، بالروماجي: Togo Sharina)
أداء صوتي: ساره إمي بريدكات
سينوسوكي شيراتاكي (باليابانية: 白岳 仙之介، بالروماجي: Shiratake Sennosuke)
أداء صوتي: تاكاشي كوندو
ماساموني هابوتاي (باليابانية: 羽二重 正宗، بالروماجي: Habutae Masamune)
أداء صوتي: شوهي إيواسي
كازو واكاشيكا (باليابانية: 若鹿 一雄، بالروماجي: Wakashika Kazuo)
أداء صوتي: جونيا إينوكي
شيرو كوكوفو (باليابانية: 国府 司郎، بالروماجي: Kokufu Shirō)
أداء صوتي: وتارو كاتو
تسوكيمارو نيشيمورا (باليابانية: 西村 月丸، بالروماجي: Nishimura Tsukimaru)
أداء صوتي: فوكوشي أوتشياي
كوكوريو ماتسوكا (باليابانية: 松岡 黒龍، بالروماجي: Matsuoka Kokuryū)
أداء صوتي: رينتارو نيشي
موكو ناريهيساغو (باليابانية: 鳴瓢 椋، بالروماجي: Narihisago Muku)
أداء صوتي: ميوري شيمابوكورو
أياكو ناريهيساغو (باليابانية: 鳴瓢 綾子، بالروماجي: Narihisago Ayako)
أداء صوتي: أيا إندو
دينشين كاتسوياما (باليابانية: 勝山伝心، بالروماجي: Katsuyama Denshin)
أداء صوتي: توموكازو سوغيتا
ناهوشي إينامي (باليابانية: 井波 七星، بالروماجي: Inami Nahoshi)
أداء صوتي: أياني ساكورا

## وصلات خارجية
- موقع الأنمي الرسمي باللغة اليابانية
- إد: إنفيديد على موقع IMDb (الإنجليزية)
- إد: إنفيديد على موقع كينوبويسك (الروسية)
- إد: إنفيديد على موقع قاعدة بيانات الفيلم (الإنجليزية)
- إد: إنفيديد على موقع ANN anime (الإنجليزية)